# Miss Amazonas
Miss Amazonas (también llamado ocasionalmente como Miss Amazonas Iquitos o Miss Amazonas Gay) es un concurso de belleza anual para mujeres transgénero creado en 2002.

## Organización
Es organizado por la Organización Miss Amazonas, producido y presentado por Carlos Vela, y promovido por Selva Amazónica, una asociación dedicada a la prevención de enfermedades de transmisión sexual. Con sede en la ciudad de Iquitos y autodenominado como «el evento más duradero de Latinoamérica», es el único certamen de belleza que abraza a personas transexuales en Perú. La ganadora se lleva un premio en metálico y joyas, mientras que el dinero de las entradas es donado a causas benéficas.

## Historia
El concurso fue creado en 2002 aunque en sus inicios se promociona en círculos muy reducidos de discotecas LGBT de la ciudad amazónica de Iquitos.
En 2013, el congresista Carlos Bruce asistió a la edición anual para apoyar el evento y promocionar el proyecto de ley sobre la unión civil en Perú. En dicha edición, celebrada en diciembre, desfilaron 15 candidatas en diferentes atuendos y tema: ropa de calle, un atuendo de fantasía inspirada en seres mitológicos y un vestido de gala. De entre todas, fue Brinaisa Rodríguez, una estudiante de enfermería de 18 años de edad, quien se llevó el título.
En diciembre de 2014 Ivana San Martín fue coronada Miss Amazonas, mientras que Melissa Esser Paredes fue elegida Miss Prensa.
En la edición de 2015 compitieron por la corona 15 candidatas, de las cuales Lady Jerí fue la ganadora.
En 2016, durante la XIV edición, participaron 10 candidatas al título, siendo Lía Torres quien se llevó la corona.

### Documental
En 2019 se estrenó el documental Miss Amazonas de Rafael Polar sobre este concurso y algunas de sus protagonistas.

## Ganadoras
| #  | Año  | Ganadora           | Miss Prensa           | Participantes |
| -- | ---- | ------------------ | --------------------- | ------------- |
| 11 | 2013 | Brinaisa Rodríguez | -                     | 15            |
| 12 | 2014 | Ivana San Martín   | Melissa Esser Paredes | -             |
| 13 | 2015 | Lady Jerí          | -                     | 15            |
| 14 | 2016 | Lía Torres         | -                     | 10            |
| 18 | 2020 | TBA                | TBA                   | TBA           |